# 臺灣天螺
臺灣天螺（学名：Diala nyussana）为天螺科天螺屬下的一个种。